# Arendahronon
Arendahronon (Rock People, Stone People, The Rock Nation of the Wendat, Nation de la Roche, Nation du Rocher,  ), jedno od četiri glavna plemena plemenskog saveza Wendat u Ontariju, Kanada. Savezu Wendata osnovanom oko 1400. godine od plemena Attignawantan i Attigneenongnahac, priključili su se tek oko 1560., sto godina prije plemena Tahontaenrat (1570). Arendahrononi postaju prvi saveznici Francuza koji su među njima utemeljili misije St. Jean Baptiste, St. Joachim i Ste. Elisabeth. Sredinom 17 stoljeća (1649.)  uništenjem hjuronskog saveza od strane Irokeza Arendahrononi sela St. Jean Baptiste adoptirani su od Seneca, te im je dozvoljeno (prema Hodgeau) da osnuju svoje vlastito selo, Gandougarae (ili St. Michel), dok je dio ih je adoptiran od Onondaga (Sultzman).  

## Vanjske poveznice
- Arendahronon Indian Tribe History